# Xavier Novell Gomá
Xavier Novell Gomá (Ossó de Sió, 20 aprile 1969) è un vescovo cattolico spagnolo, dimesso dallo stato clericale.

## Biografia
Xavier Novell Gomá è nato a Montfalcó d’Agramunt, una piccola frazione di Ossó de Sió, il 20 aprile 1969.

### Formazione e ministero sacerdotale
Si è diplomato al Collegias Mare de Déu del Socors di Agramunt e Sant Josep di Tàrrega. Nel 1990 si è laureato in ingegneria agricola all'Università di Lleida.
È quindi entrato nel seminario maggiore di Lleida. Ha conseguito la laurea in filosofia all'Università Ramon Llull e nel 1995 ha ottenuto la licenza in scienze ecclesiastiche presso la Facoltà di teologia della Catalogna.
Il 6 luglio 1997 è stato ordinato presbitero per la diocesi di Solsona. In quell'anno ha ottenuto la licenza in teologia presso la Pontificia Università Gregoriana. Nel 2004 ha conseguito il dottorato sotto la supervisione dell’allora padre Luis Francisco Ladaria Ferrer.
Terminati gli studi è stato vicario parrocchiale della parrocchia di San Giacomo a Mollerussa dal 1997 al 2001 e professore di antropologia teologica presso l'Istituto di scienze religiose di Lleida dal 1998 al 2005. Dal 2001 è stato segretario particolare del vescovo Jaume Traserra Cunillera. Nel 2004 è diventato coordinatore delle delegazioni diocesane, membro del consiglio direttivo della diocesi e canonico della basilica cattedrale di Santa Maria. Nel 2005 è stato nominato segretario generale della diocesi, nel 2007 responsabile del Dipartimento diocesano per il catecumenato e nel 2009 vicario episcopale per gli affari economici. È stato anche membro del consiglio presbiterale, del collegio dei consultori, del consiglio pastorale diocesano e del consiglio per gli affari economici. Dal 1999 è stato anche professore di antropologia teologica presso la Facoltà di teologia della Catalogna.
In diocesi ha fondato la Scuola di formazione per laici. Dal 2007 al 2010 è stata diretta da suo padre, insegnante e diacono permanente.
Il 23 luglio 2008 ha ricevuto il titolo onorifico di cappellano di Sua Santità.

### Ministero episcopale

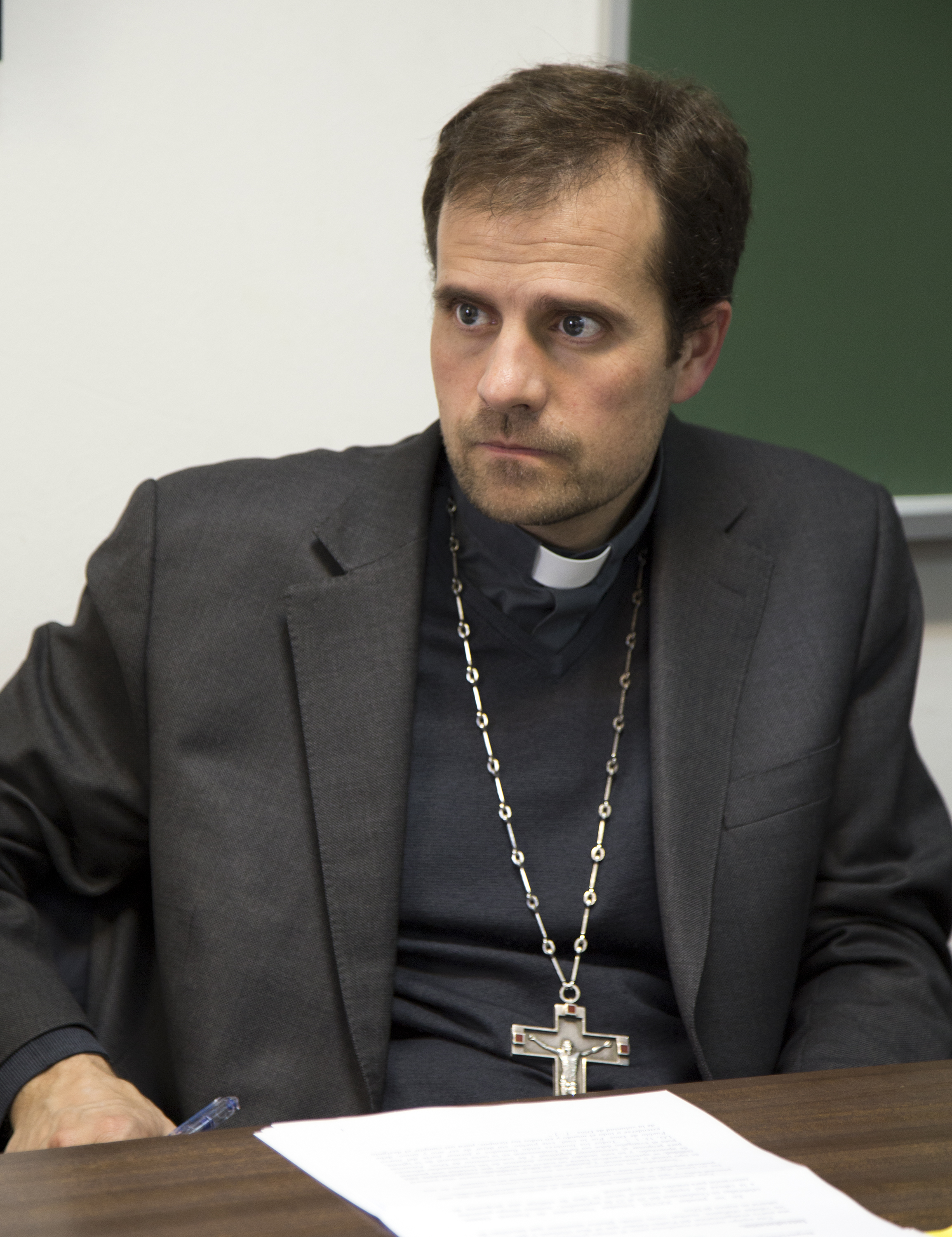
Monsignor Xavier Novell Gomá presso il Centro Diocesano di Spiritualità di Valladolid.

Il 3 novembre 2010 papa Benedetto XVI lo ha nominato vescovo di Solsona. Ha ricevuto l'ordinazione episcopale il 12 dicembre successivo dall'arcivescovo Luis Francisco Ladaria Ferrer, segretario della Congregazione per la dottrina della fede, coconsacranti l'arcivescovo Renzo Fratini, nunzio apostolico in Spagna e Andorra, e il vescovo emerito di Solsona Jaume Traserra Cunillera. Durante la stessa celebrazione ha preso possesso della diocesi. Con 41 anni di età era il vescovo più giovane della Spagna e l'ottavo del mondo.
Nel settembre del 2013 ha consigliato ai parroci della sua diocesi di non partecipare alla "campagna del suono di campane" che doveva accompagnare la Via Catalana dell'11 settembre. Questo ha suscitato numerose proteste. In un articolo pubblicato domenica 7 settembre 2014, immediatamente precedente della celebrazione della Giornata, la diocesi di Solsona ha difeso il diritto di decidere dei catalani e la legittimità della richiesta e ha chiamato i fedeli votare, assicurando che la Catalogna "soddisfa gli elementi che la dottrina sociale della Chiesa indica per la realtà di una nazione: cultura, lingua e storia". Sebbene il vescovo non si sia schierato sulla direzione del voto, ha invitato i cittadini a "non rimanere estranei a questo processo" e ha chiesto loro che "con uno spirito democratico e pacifico, scegliessero con tranquillità l'opzione che ritengono migliore per il bene della Catalogna". D'altra parte, Novell ha anche difeso la libertà della Chiesa "nel rispettare ogni posizione politica, nonché la legittimità morale del diritto di decidere sui cittadini della Catalogna". Per queste dichiarazioni, il Partito Popolare Catalano ha chiesto alla Conferenza episcopale spagnola di agire contro di lui per osservazioni "chiaramente inaccettabili entro il margine di libertà di espressione e che non corrispondono all'autorità ecclesiastica".
Nel marzo del 2014 ha compiuto la visita ad limina.
Prima delle elezioni parlamentari catalane del 27 settembre 2015, in un articolo pubblicato sul settimanale diocesano, si è espresso chiaramente a favore delle opzioni a favore dell'indipendenza della Catalogna:
Il 30 maggio 2017 il consiglio comunale di Cervera lo ha dichiarato persona non grata in quanto poco tempo prima monsignor Xavier Novell aveva dichiarato che "l'omosessualità può essere correlata a una figura paterna assente e lontana". La domenica precedente, il 28 maggio, aveva dovuto lasciare la chiesa parrocchiale di Santa Maria de l'Alba a Tàrrega, scortato dalla Mossos d'Esquadra, dalla polizia locale e da alcuni parrocchiani, dopo che alcuni attivisti LGBT avevano convocato una manifestazione contro di lui. I consigli comunali di Tàrrega e Mollerussa, che sono parte della sua diocesi, hanno respinto una visita di monsignor Novell. Il 29 maggio, il sindaco di Solsona, David Rodríguez, ha classificato come "sfortunate" le dichiarazioni del vescovo, e ha detto di aver contattato Novell per chiedere una rettifica. Il 1º giugno il vescovo Novell si è scusato "con i genitori di omosessuali che si sono sentiti male a causa delle sue dichiarazioni", affermando che non ha mai voluto offendere nessuno. Ha tuttavia avvertito che "avrebbe continuato a presentare senza paura la visione cristiana della persona e delle conseguenze morali che derivano da essa".
Il 23 agosto 2021 papa Francesco ha accolto la sua rinuncia al governo pastorale della diocesi "per motivi strettamente personali".
In seno alla Conferenza episcopale spagnola è stato membro delle commissioni per l'apostolato secolare dal 2011 al 2013 e per le migrazioni dal 2011 al 2020; in seguito è stato membro della commissione per la pastorale sociale e la promozione umana dal marzo 2020 all'agosto 2021. In seno alla Conferenza episcopale tarraconense è stato delegato per la pastorale secolare.
Oltre allo spagnolo e al catalano, parla l'italiano e il francese e conosce l'inglese.

### Matrimonio e sospensione
Il 22 novembre 2021, pochi mesi dopo le sue dimissioni, Novell si è sposato civilmente con Silvia Caballol, una sessuologa e autrice di romanzi erotici. I due hanno poi fondato un'azienda che si occupa di inseminazione artificiale di suini. La diocesi di Solsona ha denunciato il fatto come "grave" e ha comunicato la sospensione a divinis latae sententiae di Novell, con conseguente divieto di amministrare i sacramenti ed esercitare il suo ministero episcopale.
Nel 2022 Caballol ha dato alla luce due gemelli, a cui è stato dato il nome di Coaner e Miriam.
Nell'aprile 2024 ha sposato Silvia Caballol anche con il rito cattolico, grazie a una dispensa di papa Francesco.

## Genealogia episcopale
La genealogia episcopale è:
- Cardinale Scipione Rebiba
- Cardinale Giulio Antonio Santori
- Cardinale Girolamo Bernerio, O.P.
- Arcivescovo Galeazzo Sanvitale
- Cardinale Ludovico Ludovisi
- Cardinale Luigi Caetani
- Cardinale Ulderico Carpegna
- Cardinale Paluzzo Paluzzi Altieri degli Albertoni
- Papa Benedetto XIII
- Papa Benedetto XIV
- Cardinale Enrico Enriquez
- Arcivescovo Manuel Quintano Bonifaz
- Cardinale Buenaventura Córdoba Espinosa de la Cerda
- Cardinale Giuseppe Maria Doria Pamphilj
- Papa Pio VIII
- Papa Pio IX
- Cardinale Gustav Adolf von Hohenlohe-Schillingsfürst
- Arcivescovo Salvatore Magnasco
- Cardinale Gaetano Alimonda
- Cardinale Agostino Richelmy
- Vescovo Giuseppe Castelli
- Vescovo Gaudenzio Binaschi
- Arcivescovo Albino Mensa
- Cardinale Tarcisio Bertone, S.D.B.
- Cardinale Luis Francisco Ladaria Ferrer, S.I.
- Vescovo Xavier Novell Gomá